# Escursionismo naturista

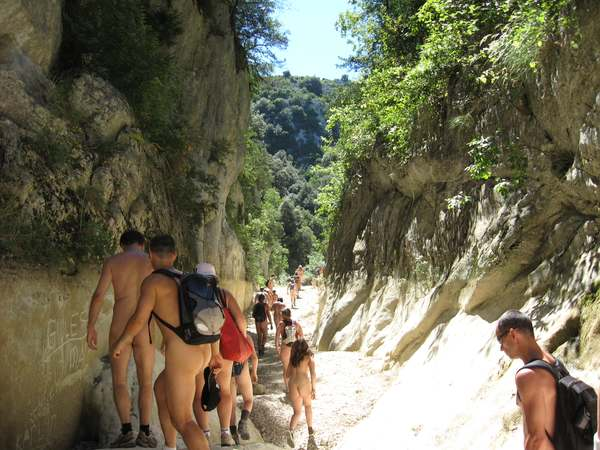
"Randonue" presso Concluses il 3 agosto 2008, con 33 persone partecipanti nella zona del Gard

L'escursionismo naturista o naturgita (in inglese naked hiking e in francese randonue) è una pratica che consiste nell'unire l'escursionismo con il naturismo approfittando della sensazione di libertà che dà il corpo privo di vestiti durante le passeggiate in piena natura.
Questo movimento si sta via via diffondendo negli stati in cui il naturismo è più praticato: la Francia, la Spagna, la Germania, l'Austria e il Regno Unito dal momento che i tribunali di questi Paesi hanno preso a non condannare più la nudità nella natura, quando essa è avulsa dal compimento di atti sessuali. 
In Francia e più generalmente nell'Europa francofona si sono diffusi siti Internet che permettono alle persone interessate di incontrarsi per regione e di organizzare delle randonue in gruppo.

## Punto di vista legale
In Italia come in Francia e come altrove in Europa, negli Stati Uniti, in Australia o in Nuova Zelanda, la maggior parte delle denunce penali contro persone sorprese nude nel mezzo della natura sono finite con l'assoluzione.

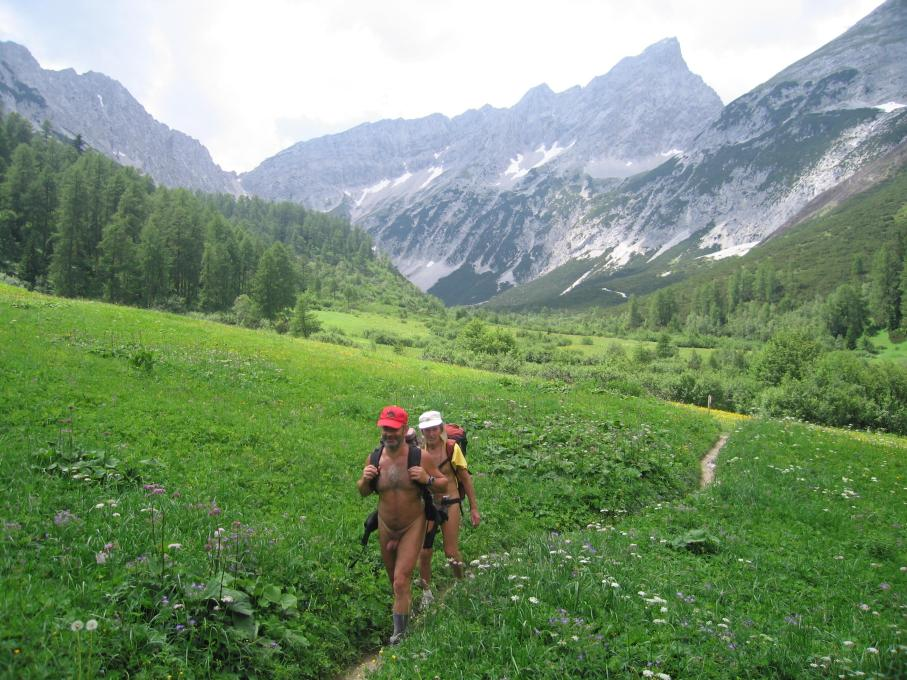
Escursione naturista in Austria

In Italia, la giurisprudenza consolidata considera atti osceni ai sensi dell'articolo 529 del Codice penale solamente: "qualsiasi manifestazione di concupiscenza, sensualità, inverecondia sessuale, compiuta su altri o su sé stesso, che offende così intensamente il sentimento della morale sessuale e il pudore da destare, in chi possa assistervi, disgusto e repulsione". 
Con una norma del genere il legislatore opera, di fatto, un rinvio a norme sociali extragiuridiche, per loro natura mutevoli da persona a persona e nel tempo; al riguardo, il legislatore precisa che l'offesa al pudore dev'essere avvertita "secondo il comune sentimento", espressione anche questa piuttosto vaga, intesa da dottrina e giurisprudenza nel senso che il parametro per valutare l'oscenità dev'essere ciò che avverte l'uomo medio, non chi è particolarmente pudico né chi è particolarmente impudico.
L'articolo 726 del codice penale considera invece atti contrari alla pubblica decenza, più genericamente, le offese al pudore quali conseguenze della violazione di norme etico - sociali che impongono decoro, riserbo e compostezza.
Gli atti osceni insomma ledono il sentimento della moralità sessuale in maniera talmente elevata da suscitare disprezzo e repulsione in chi vi assista, mentre l'ipotesi contravvenzionale degli atti contrari alla pubblica decenza si concreta con il venir meno del doveroso riserbo attinente alla sfera sessuale che genera disagio, fastidio o riprovazione (il mostrarsi completamente nudi all'interno di un'autovettura durante il compimento di un atto sessuale, è comportamento sicuramente offensivo del pudore e certamente avvertito come tale, indipendentemente dalle condizioni attuali di sviluppo sociale e culturale).
Secondo la giurisprudenza mentre è indubbio che la semplice nudità non corrisponda alla fattispecie penale dell'art 529 non altrettanto accade con quella di cui all'art 726 in quanto, con un orientamento risalente nel tempo, "configura l'ipotesi prevista e punita dall'art. 726 cod. pen. ... la completa denudazione del corpo, poiché ha l'attitudine a destare disagio e repulsione o curiosità erotica, nell'osservatore dotato di comune sensibilità" (Sez. III, 22.9.1982, n. 10824, Pettini, m. 156129); e che "poiché la pubblica decenza va commisurata secondo un criterio storico-sociologico al sentimento comune dell'uomo medio e non alla particolare sensibilità di un singolo, la nudità integrale in luoghi pubblici o aperti al pubblico, al di fuori della particolare situazione dei campi di nudisti, integra comunque gli estremi del reato di cui all'art. 726 cod. pen., non rilevando che il denunciante abbia dichiarato di non aver provato disgusto" (Sez. III, 27.6.2006, n. 31407, Bompadre, m. 235750).